# Association Finlande-Union soviétique
L'Association Finlande-Union soviétique (en finnois : Suomi–Neuvostoliitto-Seura) (SNS) était une association d'amitié internationale qui fut créée le 15 octobre 1944 juste après que la Finlande eut signé l'Armistice de Moscou avec l'Union soviétique. 
L'objectif de l'association était d'étendre les relations amicales entre la Finlande et l'URSS et elle était proche de l'ata[Quoi ?] et des partis politiques.
Dans les années 1970, l'association avait plus de 100 000 membres. Après l'éclatement de l'Union soviétique, le nom de l'association est transformée en Association des amitiés entre les peuples de Finlande et de Russie (en finnois : Suomen ja Venäjän kansojen ystävyysseura) puis finalement en Association Finlande-Russie (en finnois : Suomi–Venäjä-Seura).